# Sammy Youssouf
Sammy Youssouf is een voormalig Deens voetballer die als aanvaller uit de voeten kon en gedurende zijn carrière onder andere speelde voor RBC Roosendaal, Queens Park Rangers FC en CS Marítimo.

## Clubcarrière
In juni 2003 tekende Sammy Youssouf een contract voor twee jaar bij RBC Roosendaal en zou hij de club moeten voorzien van de nodige doelpunten. Hij kwam in totaal tot 31 optredens voor de club uit Roosendaal in twee jaar tijd. Hij werd het tweede seizoen veel geteisterd door blessures en maakte in 2005 dan ook de overstap naar CS Marítimo. In 2009 stopte Sammy Youssouf met voetballen.